# قصر عاصم بن عمرو بن عمر
قصر عاصم بن عمرو بن عمر بن عثمان بن عفان قصر أثري قديم يقع في وادي العقيق في المدينة المنورة.

## الوصف
يقع القصر في شعب جبل تضارع الذي يسمونه غرابة وهو من وجاه البئر الوسطى من آبار عروة، وهو مجاور لقصر عروة بن الزبير. كما يقع القصر في الجهة الغربية من وادي العقيق٬ وقد شاهد هذا القصر عدد ممن كتبوا عن المدينة المنورة، ويُذكر أن مساحته تبلغ قرابة 900 متر مربع٬ وقد بني من الحجارة المغطاة بطبقة من الجص٬ أما الغرف فيبلغ عددها 8 غرف مع بعض المرافق داخل الفناء٬ وألحقت به من الخارج بعض المرافق كالاصطبلات والمخازن٬ ودكة للسمر٬ فضلاً عن بعض الغرف الملاصقة لسور القصر من الناحية الجنوبية.
أما طول بناء القصر فهو 30 م وعرضه 30م أيضا، فهو مربع الشكل تمام وطراز تقسيماته عربي.

## التاريخ
يعرفنا التاريخ بأن قصر عاصم كان معروفاً ومشهوراً في وقته حسب نص السمهودي في كتابه (وفاء الوفا بأخبار دار المصطفى)، وقد تعرض هذا القصر إلى إلى هجاء بعض الشعراء افي المدينة ونقدهم في حياة صاحبة وبانيه حيث كان يعتقد انه يعيق طريق المارة